# Amblystegium auriculatum
Amblystegium auriculatum là một loài rêu trong họ Amblystegiaceae. Loài này được Bryhn mô tả khoa học đầu tiên năm 1902.